# Рубон (баскетбольный клуб)
«Рубон» (бел. «Рубон») — белорусский баскетбольный клуб из Витебска, выступающий в Высшей лиге чемпионата Белоруссии.

## История
История создания мужского баскетбольного клуба «Рубон» берёт начало летом 1995 года, когда благодаря финансовой поддержке Евгения Шарякова и его фирмы «Шиком» команда с одноименным названием приняла участие в турнире «Спалдинг» в Минске. Идейным вдохновителем и главным тренером стал заслуженный тренер Республики Беларусь Дмитрий Дмитриевич Рыбаков. Команда заняла 2-е место, после чего было принято решение сохранить её и превратить в профессиональный клуб.
В сезоне 1995/96 команда получила лицензию от Белорусской федерации баскетбола и стала постоянным участником Высшей лиги чемпионата Белоруссии по баскетболу. Руководить командой продолжил Дмитрий Рыбаков. Уже через два года после основания (сезон 1997/98) команда стала серебряным призёром чемпионата Белоруссии.
Практически с самого основания спонсорами стали компания «КиС» и Витебское отделение «Белорусской железной дороги», поэтому в разное время витебчане выступали под названиями «Шиком-Локомотив» и «Локомотив-КиС».
В 2000-е годы Дмитрий Рыбаков продолжал оставаться директором и главным тренером, но фактически игрой команды руководили старшие тренеры Александр Михайлович Гуляев (2001—2006), Сергей Иванович Махонь (2006—2008) и Руслан Леонидович Бойдаков (2008—2009), а в сезоне 2004/2005 в качестве консультанта в команде работал самый титулованный белорусский тренер Александр Александрович Борисов. В эти годы команда выигрывала серебряные (2003/2004) и бронзовые (2004/2005) медали чемпионата Белоруссии.
С 2009 года главным тренером является Руслан Бойдаков — воспитанник витебского баскетбола, победитель молодёжного чемпионата Европы-1994, выступавший за белорусские, российские, польские и немецкие клубы, руководивший юниорской, молодёжной и национальной сборной Белоруссии.
Перед началом сезона 2011/2012 было принято решение изменить название команды. Посла ряда консультаций с представителями витебских СМИ и болельщиками было решено остановиться на названии «Рубон» – именно так в древности славяне называли реку Западная Двина, на которой расположен город Витебск.
В сезоне 2024/2025 «Рубон» спустя 20 лет завоевал бронзовые медали чемпионата Беларуси.

## Достижения
- Серебряный призёр чемпионата Белоруссии: 1997/1998, 2003/2004.
- Бронзовый призёр чемпионата Белоруссии: 2004/2005, 2024/2025.
- Финалист Кубка Белоруссии: 1999, 2004, 2006, 2010.

## Сезоны
| Сезон     | Название команды     | Турнир               | Дивизион    | Место | Главный тренер  |
| --------- | -------------------- | -------------------- | ----------- | ----- | --------------- |
| 1995-1996 | Шиком-Локомотив      | Чемпионат Белоруссии | Высшая лига | 7     | Дмитрий Рыбаков |
| 1996-1997 | Локомотив-Шиком      | Чемпионат Белоруссии | Высшая лига | 7     | Дмитрий Рыбаков |
| 1997-1998 | Локомотив            | Чемпионат Белоруссии | Высшая лига | 2     | Дмитрий Рыбаков |
| 1998-1999 | Локомотив            | Чемпионат Белоруссии | Высшая лига | 6     | Дмитрий Рыбаков |
| 1999-2000 | Локомотив            | Чемпионат Белоруссии | Высшая лига | 5     | Дмитрий Рыбаков |
| 2000-2001 | Локомотив-КиС        | Чемпионат Белоруссии | Высшая лига | 6     | Дмитрий Рыбаков |
| 2001-2002 | Локомотив-КиС        | Чемпионат Белоруссии | Высшая лига | 5     | Дмитрий Рыбаков |
| 2002-2003 | Локомотив-КиС        | Чемпионат Белоруссии | Высшая лига | 5     | Дмитрий Рыбаков |
| 2003-2004 | Локомотив-КиС        | Чемпионат Белоруссии | Высшая лига | 2     | Дмитрий Рыбаков |
| 2004-2005 | Локомотив-КиС        | Чемпионат Белоруссии | Высшая лига | 3     | Дмитрий Рыбаков |
| 2005-2006 | Локомотив-КиС        | Чемпионат Белоруссии | Высшая лига | 4     | Дмитрий Рыбаков |
| 2006-2007 | Локомотив-КиС        | Чемпионат Белоруссии | Высшая лига | 7     | Дмитрий Рыбаков |
| 2007-2008 | Локомотив-КиС        | Чемпионат Белоруссии | Высшая лига | 5     | Дмитрий Рыбаков |
| 2008-2009 | Локомотив-КиС        | Чемпионат Белоруссии | Высшая лига | 6     | Дмитрий Рыбаков |
| 2009-2010 | Локомотив-КиС        | Чемпионат Белоруссии | Высшая лига | 4     | Руслан Бойдаков |
| 2010-2011 | Локомотив-КиС        | Чемпионат Белоруссии | Высшая лига | 4     | Руслан Бойдаков |
| 2011-2012 | Рубон                | Чемпионат Белоруссии | Высшая лига | 4     | Руслан Бойдаков |
| 2012-2013 | Рубон                | Чемпионат Белоруссии | Высшая лига | 5     | Руслан Бойдаков |
| 2013-2014 | Рубон                | Чемпионат Белоруссии | Высшая лига | 9     | Руслан Бойдаков |
| 2014-2015 | Рубон                | Чемпионат Белоруссии | Высшая лига | 5     | Руслан Бойдаков |
| 2015-2016 | Витебский ОБК-ВОКЦОР | Чемпионат Белоруссии | Высшая лига | 8     | Руслан Бойдаков |
| 2016-2017 | Рубон                | Чемпионат Белоруссии | Высшая лига | 4     | Руслан Бойдаков |
| 2017-2018 | Рубон                | Чемпионат Белоруссии | Высшая лига | 4     | Руслан Бойдаков |
| 2018-2019 | Рубон                | Чемпионат Белоруссии | Высшая лига | 7     | Руслан Бойдаков |
| 2019-2020 | Рубон                | Чемпионат Белоруссии | Высшая лига | 4     | Руслан Бойдаков |
| 2020-2021 | Рубон                | Чемпионат Белоруссии | Высшая лига | 5     | Руслан Бойдаков |
| 2021-2022 | Рубон                | Чемпионат Белоруссии | Высшая лига | 4     | Руслан Бойдаков |
| 2022-2023 | Рубон                | Чемпионат Белоруссии | Высшая лига | 4     | Руслан Бойдаков |
| 2023-2024 | Рубон                | Чемпионат Белоруссии | Высшая лига | 4     | Руслан Бойдаков |
| 2024-2025 | Рубон                | Чемпионат Белоруссии | Высшая лига | 3     | Руслан Бойдаков |

## Призёры
- БК «Локомотив» — серебряный призёр чемпионата Белоруссии-1997/1998: Руслан Бойдаков, Алексей Бураков, Андрей Быков, Виктор Губко, Дмитрий Зайцев, Андрей Клемезь, Александр Магеро, Сергей Махонь, Вячеслав Мытько, Александр Сатыров, Анатолий Свиридов, Александр Шаряков, Анатолий Якубенко. Тренер – Дмитрий Рыбаков.
- БК «Локомотив-КиС» — серебряный призёр чемпионата Белоруссии-2003/2004: Вячеслав Белоусов, Виктор Губко, Сергей Кец, Сергей Матвеев, Андрей Мостов, Вячеслав Мытько, Артур Пищулёнок, Юрий Поминдеев, Дмитрий Пронин, Александр Самойлов, Сергей Сапегин, Владислав Шулькин. Тренеры – Дмитрий Рыбаков, Александр Гуляев.
- БК «Локомотив-КиС» — бронзовый призёр чемпионата Белоруссии-2004/2005: Олег Груздев, Виктор Губко, Сергей Кец, Игорь Конюшенко, Вячеслав Корж, Андрей Максимов, Сергей Максимов, Сергей Матвеев, Вячеслав Мытько, Артур Пищулёнок, Александр Подерачёв, Юрий Поминдеев, Александр Самойлов, Сергей Сапегин. Тренеры – Дмитрий Рыбаков, Александр Гуляев, Александр Борисов.
- БК «Рубон» — бронзовый призёр чемпионата Белоруссии-2024/2025: Алексей Авилов, Никита Бородин, Даниил Ерёменко, Иван Зимин, Илья Кустарников, Антон Махановский, Марсель Овсепян, Руслан Пищейко, Ярослав Пришедько, Константин Сацук, Максим Ханцевич, Максим Шустов, Александр Ясевич. Тренер – Руслан Бойдаков.

## Текущий состав
| \| Поз. \| № \| Гражд. \| Имя \| Дата рождения (возраст) \| Рост \| Вес \| Звание \| \| ---- \| -- \| ------ \| ------------------ \| ------------------------- \| ------ \| ------ \| ------ \| \| ТФ \| 1 \| \| Ярослав Пришедько \| 2 февраля 2004 (21 год) \| 200 см \| 100 кг \| \| \| АЗ \| 3 \| \| Даниил Ерёменко \| 18 июля 2003 (21 год) \| 190 см \| 80 кг \| \| \| АЗ \| 5 \| \| Иван Зимин \| 3 сентября 2003 (21 год) \| 191 см \| 82 кг \| \| \| ЛФ \| 6 \| \| Илья Кустарников \| 13 июня 2004 (21 год) \| 192 см \| \| \| \| АЗ \| 7 \| \| Антон Махановский \| 25 ноября 2005 (19 лет) \| 191 см \| \| \| \| ТФ \| 8 \| \| Руслан Пищейко (К) \| 1 июля 1998 (27 лет) \| 198 см \| \| \| \| АЗ \| 9 \| \| Александр Ясевич \| 24 июля 2001 (23 года) \| 185 см \| \| \| \| ТФ \| 21 \| \| Марсель Овсепян \| 9 июня 1990 (35 лет) \| 202 см \| 98 кг \| \| \| ТФ \| 24 \| \| Алексей Авилов \| 30 января 2001 (24 года) \| 200 см \| 85 кг \| \| \| АЗ \| 31 \| \| Максим Ханцевич \| 16 ноября 2005 (19 лет) \| 195 см \| \| \| \| Ц \| 34 \| \| Никита Бородин \| 27 января 2002 (23 года) \| 202 см \| \| \| \| АЗ \| 52 \| \| Константин Сацук \| 25 октября 2000 (24 года) \| 190 см \| \| \| \| РЗ \| 55 \| \| Максим Шустов \| 17 апреля 1986 (39 лет) \| 188 см \| 92 кг \| \| | Главный тренер - Руслан Бойдаков Ассистенты тренера - Сергей Махонь Легенда - (К) — Капитан команды Последнее изменение: 10 марта 2025 года |               |                    |                           |        |        |        |
| Поз. | № | Гражд.        | Имя                | Дата рождения (возраст)   | Рост   | Вес    | Звание |
| ТФ | 1 | Флаг России   | Ярослав Пришедько  | 2 февраля 2004 (21 год)   | 200 см | 100 кг |        |
| АЗ | 3 | Флаг России   | Даниил Ерёменко    | 18 июля 2003 (21 год)     | 190 см | 80 кг  |        |
| АЗ | 5 | Флаг России   | Иван Зимин         | 3 сентября 2003 (21 год)  | 191 см | 82 кг  |        |
| ЛФ | 6 | Флаг Беларуси | Илья Кустарников   | 13 июня 2004 (21 год)     | 192 см |        |        |
| АЗ | 7 | Флаг Беларуси | Антон Махановский  | 25 ноября 2005 (19 лет)   | 191 см |        |        |
| ТФ | 8 | Флаг Беларуси | Руслан Пищейко (К) | 1 июля 1998 (27 лет)      | 198 см |        |        |
| АЗ | 9 | Флаг Беларуси | Александр Ясевич   | 24 июля 2001 (23 года)    | 185 см |        |        |
| ТФ | 21 | Флаг Беларуси | Марсель Овсепян    | 9 июня 1990 (35 лет)      | 202 см | 98 кг  |        |
| ТФ | 24 | Флаг России   | Алексей Авилов     | 30 января 2001 (24 года)  | 200 см | 85 кг  |        |
| АЗ | 31 | Флаг Беларуси | Максим Ханцевич    | 16 ноября 2005 (19 лет)   | 195 см |        |        |
| Ц | 34 | Флаг Беларуси | Никита Бородин     | 27 января 2002 (23 года)  | 202 см |        |        |
| АЗ | 52 | Флаг Беларуси | Константин Сацук   | 25 октября 2000 (24 года) | 190 см |        |        |
| РЗ | 55 | Флаг Беларуси | Максим Шустов      | 17 апреля 1986 (39 лет)   | 188 см | 92 кг  |        |